# موج لی

باد به سمت یک کوه جریان می‌یابد و اولین نوسان (A) را ایجاد می‌کند و امواج بیشتری را به دنبال دارد. امواج زیر به دلیل میرایی طبیعی دامنه کمتری خواهند داشت. ابرهای عدسگون که در بالای جریان (A) و (B) گیر کرده‌اند علیرغم وزش باد شدید بی‌حرکت به نظر می‌رسند.

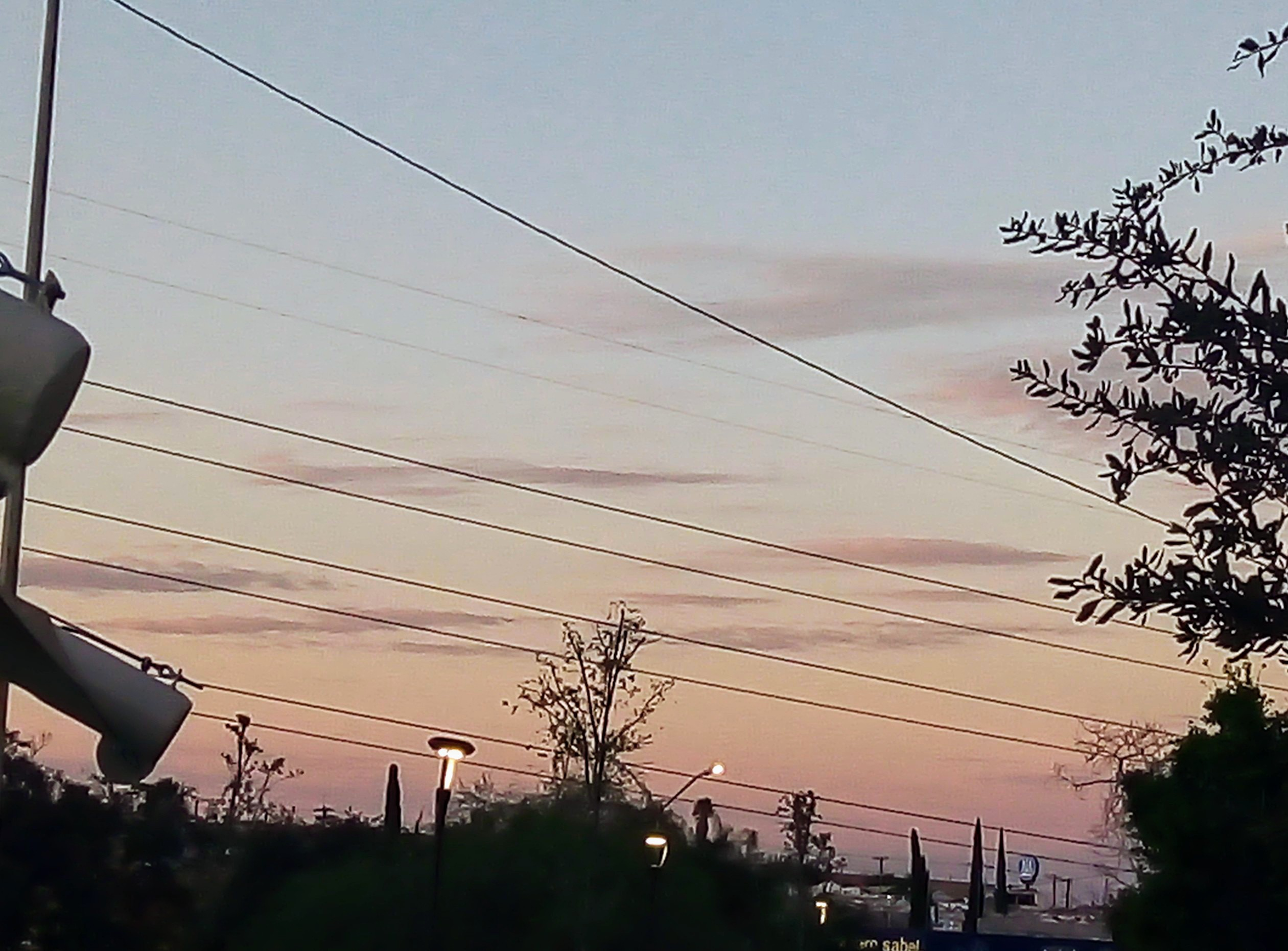
ابرهای عدسگون

در هواشناسی، امواج لی (به انگلیسی: lee waves)، امواج ساکن جو هستند. رایج‌ترین شکل آن امواج کوهستانی (به انگلیسی: mountain waves) است که امواج گرانشی داخلی جو هستند. در سال ۱۹۳۳ توسط دو خلبان گلایدر آلمانی به نام‌های هانس دویچمن و ولف هیرت در بالای کرکونوشه کشف شدند. آنها تغییرات تناوبی فشار اتمسفر، دما و ارتفاع قائم در جریان هوا هستند که در اثر جابجایی عمودی ایجاد می‌شوند، برای مثال بالابری کوهساری زمانی که باد بر فراز یک کوه یا رشته کوه می‌وزد. همچنین می‌تواند ناشی از وزش باد سطحی بر فراز دیواره یا فلات باشد، یا حتی در اثر انحراف بادهای بالایی بر روی یک جریان گرمایی یا راه‌گون‌اَبر اتفاق افتد.
حرکت عمودی باعث تغییرات دوره ای در سرعت و جهت هوا در این جریان هوا می‌شود و همیشه به صورت گروهی در کنار لی ناهمواری که آنها را تحریک می‌کند، رخ می‌دهند. گاهی، امواج کوهستانی می‌تواند به افزایش میزان بارندگی در سمت بادسوی (به انگلیسی: downwind) رشته کوه کمک کند. معمولاً یک تاوه آشفته با محور دوران موازی با رشته کوه، در اطراف اولین ناوه ایجاد می‌شود. به این گردنده می‌گویند. قوی‌ترین امواج لی زمانی ایجاد می‌شوند که آهنگ کاهش یک لایه پایدار در بالای انسداد، با یک لایه ناپایدار در بالا و پایین نشان دهد.
بادهای شدید (با وزش باد بیش از ۱۶۱ کیلومتر در ساعت) می‌تواند در دامنه رشته کوه‌های بزرگ توسط امواج کوهستانی ایجاد شود. این بادهای قوی می‌توانند به رشد و گسترش حریق ناخواسته کمک کنند (از جمله آتش‌سوزی‌های ناخواسته کوهستان‌های بزرگ اسموکی ۲۰۱۶ که جرقه‌های آتش‌سوزی‌ناخواسته در کوه‌های اسموکی به مناطق گاتلینبورگ و پیجون فورج دمیده شد).

## بیشتر خواندن
- Grimshaw, R. , (2002). Environmental Stratified Flows. Boston: Kluwer Academic Publishers.
- Jacobson, M. , (1999). Fundamentals of Atmospheric Modeling. Cambridge, UK: Cambridge University Press.
- Nappo, C. , (2002). An Introduction to Atmospheric Gravity Waves. Boston: Academic Press.
- Pielke, R. , (2002). Mesoscale Meteorological Modeling. Boston: Academic Press.
- Turner, B. , (1979). Buoyancy Effects in Fluids. Cambridge, UK: Cambridge University Press.
- Whiteman, C. , (2000). Mountain Meteorology. Oxford, UK: Oxford University Press.